# Collegio elettorale di Grosseto (Regno d'Italia)
Il collegio elettorale di Grosseto è stato un collegio elettorale uninominale e di lista del Regno d'Italia per l'elezione della Camera dei deputati.

## Storia
Il collegio uninominale venne istituito, insieme ad altri 442, tramite regio decreto 17 dicembre 1860, n. 4513.
Successivamente divenne collegio plurinominale tramite regio decreto 24 settembre 1882, n. 999, in seguito alla riforma che stabilì complessivamente 135 collegi elettorali.
Tornò poi ad essere un collegio uninominale tramite regio decreto 14 giugno 1891, n. 280, in seguito alla riforma che stabilì complessivamente 508 collegi elettorali.
Fu soppresso nel 1919 in seguito alla riforma che definì 54 collegi elettorali.
| Legislature           | VIII | IX   | X    | XI   | XII  | XIII | XIV  | XV   | XVI  | XVII | XVIII | XIX  | XX   | XXI  | XXII | XXIII | XXIV | XXV  | XXVI | XXVII | XXVIII | XXIX | XXX  |
| --------------------- | ---- | ---- | ---- | ---- | ---- | ---- | ---- | ---- | ---- | ---- | ----- | ---- | ---- | ---- | ---- | ----- | ---- | ---- | ---- | ----- | ------ | ---- | ---- |
| Elezioni              | 1861 | 1865 | 1867 | 1870 | 1874 | 1876 | 1880 | 1882 | 1886 | 1890 | 1892  | 1895 | 1897 | 1900 | 1904 | 1909  | 1913 | 1919 | 1921 | 1924  | 1929   | 1934 | 1939 |
| Deputati nel collegio | 1    | 1    | 1    | 1    | 1    | 1    | 1    | 2    | 2    | 2    | 1     | 1    | 1    | 1    | 1    | 1     | 1    |      |      |       |        |      |      |
|                       |      |      |      |      |      |      |      |      |      |      |       |      |      |      |      |       |      |      |      |       |        |      |      |
| Totale eletti         | 443  | 493  | 493  | 508  | 508  | 508  | 508  | 508  | 508  | 508  | 508   | 508  | 508  | 508  | 508  | 508   | 508  | 508  | 535  | 535   | 400    | 400  |      |
| Numero collegi        | 443  | 493  | 493  | 508  | 508  | 508  | 508  | 135  | 135  | 135  | 508   | 508  | 508  | 508  | 508  | 508   | 508  | 54   | 40   | 15    | 1      | 1    |      |

## Dati elettorali
Nel collegio si svolsero elezioni per diciassette legislature.

### VIII legislatura
Le votazioni si svolsero in 443 collegi uninominali a doppio turno. Come previsto dalla legge elettorale del 17 dicembre 1860, era eletto al primo turno il candidato che «riunisce in suo favore più del terzo dei voti del total numero dei membri componenti il collegio e più della metà dei suffragi dati dai votanti presenti all'adunanza» (art. 91). Se nessun candidato era eletto, al ballottaggio tra i due candidati con più voti era eletto chi otteneva il maggior numero di voti (art. 92) o, in caso di ugual numero di voti, il maggiore d'età (art. 93).
| Partito                            | Partito                            | Candidato                          | Risultati 27 gennaio 1861 | Risultati 27 gennaio 1861 |
| Partito                            | Partito                            | Candidato                          | Voti                      | %                         |
| ---------------------------------- | ---------------------------------- | ---------------------------------- | ------------------------- | ------------------------- |
|                                    | —                                  | Giovanni Morandini                 | 533                       | 79,55                     |
|                                    | —                                  | Giorgio Manganaro                  | 137                       | 20,45                     |
|                                    |                                    |                                    |                           |                           |
| Iscritti                           | Iscritti                           | Iscritti                           | 1 432                     | 100,00                    |
| ↳ Votanti (% su iscritti)          | ↳ Votanti (% su iscritti)          | ↳ Votanti (% su iscritti)          | 705                       | 49,23                     |
| ↳ Voti validi (% su votanti)       | ↳ Voti validi (% su votanti)       | ↳ Voti validi (% su votanti)       | 670                       | 95,04                     |
| ↳ Schede non valide (% su votanti) | ↳ Schede non valide (% su votanti) | ↳ Schede non valide (% su votanti) | 35                        | 4,96                      |
| ↳ Astenuti (% su iscritti)         | ↳ Astenuti (% su iscritti)         | ↳ Astenuti (% su iscritti)         | 727                       | 50,77                     |

### IX legislatura
Le votazioni si svolsero in 493 collegi uninominali a doppio turno con la stessa normativa precedente (al primo turno un numero di voti maggiore di un terzo degli iscritti al voto).
| Partito                            | Partito                            | Candidato                          | Primo turno 22 ottobre 1865 | Primo turno 22 ottobre 1865 | Ballottaggio 29 ottobre 1865 | Ballottaggio 29 ottobre 1865 |
| Partito                            | Partito                            | Candidato                          | Voti                        | %                           | Voti                         | %                            |
| ---------------------------------- | ---------------------------------- | ---------------------------------- | --------------------------- | --------------------------- | ---------------------------- | ---------------------------- |
|                                    | —                                  | Francesco Domenico Guerrazzi       | 327                         | 57,27                       | 419                          | 63,20                        |
|                                    | —                                  | Augusto Barazzuoli                 | 172                         | 30,12                       | 244                          | 36,80                        |
|                                    | —                                  | Lorenzo Grottanelli                | 72                          | 12,61                       |                              |                              |
|                                    |                                    |                                    |                             |                             |                              |                              |
| Iscritti                           | Iscritti                           | Iscritti                           | 1 620                       | 100,00                      | 1 620                        | 100,00                       |
| ↳ Votanti (% su iscritti)          | ↳ Votanti (% su iscritti)          | ↳ Votanti (% su iscritti)          | 680                         | 41,98                       | 668                          | 41,23                        |
| ↳ Voti validi (% su votanti)       | ↳ Voti validi (% su votanti)       | ↳ Voti validi (% su votanti)       | 571                         | 83,97                       | 663                          | 99,25                        |
| ↳ Schede non valide (% su votanti) | ↳ Schede non valide (% su votanti) | ↳ Schede non valide (% su votanti) | 109                         | 16,03                       | 5                            | 0,75                         |
| ↳ Astenuti (% su iscritti)         | ↳ Astenuti (% su iscritti)         | ↳ Astenuti (% su iscritti)         | 940                         | 58,02                       | 952                          | 58,77                        |

In seguito a sorteggio il 23 dicembre venne assegnato a Guerrazzi il collegio di Livorno I.
| Partito                            | Partito                                                                          | Candidato                          | Primo turno 21 gennaio 1866 | Primo turno 21 gennaio 1866 | Ballottaggio 28 gennaio 1866 | Ballottaggio 28 gennaio 1866 |
| Partito                            | Partito                                                                          | Candidato                          | Voti                        | %                           | Voti                         | %                            |
| ---------------------------------- | -------------------------------------------------------------------------------- | ---------------------------------- | --------------------------- | --------------------------- | ---------------------------- | ---------------------------- |
|                                    | —                                                                                | Giovanni Antonio Sanna             | 189                         | 41,36                       | 316                          | 53,56                        |
|                                    | —                                                                                | Augusto Barazzuoli                 | 157                         | 34,35                       | 274                          | 46,44                        |
|                                    | —                                                                                | Giuseppe Giacomo Alvisi            | 111                         | 24,29                       |                              |                              |
|                                    |                                                                                  |                                    |                             |                             |                              |                              |
| Iscritti                           | Iscritti                                                                         | Iscritti                           | 1 620                       | 100,00                      | 1 620                        | 100,00                       |
| ↳ Votanti (% su iscritti)          | ↳ Votanti (% su iscritti)                                                        | ↳ Votanti (% su iscritti)          | 513                         | 31,67                       | 598                          | 36,91                        |
| ↳ Voti validi (% su votanti)       | ↳ Voti validi (% su votanti)                                                     | ↳ Voti validi (% su votanti)       | 457                         | 89,08                       | 590                          | 98,66                        |
| ↳ Schede non valide (% su votanti) | ↳ Schede non valide (% su votanti)                                               | ↳ Schede non valide (% su votanti) | 56                          | 10,92                       | 8                            | 1,34                         |
| ↳ Astenuti (% su iscritti)         | ↳ Astenuti (% su iscritti)                                                       | ↳ Astenuti (% su iscritti)         | 1 107                       | 68,33                       | 1 022                        | 63,09                        |
|                                    |                                                                                  |                                    |                             |                             |                              |                              |
|                                    | Giovanni Antonio Sanna è eletto in sostituzione di Francesco Domenico Guerrazzi. |                                    |                             |                             |                              |                              |

### X legislatura
Le votazioni si svolsero in 493 collegi uninominali a doppio turno con la stessa normativa precedente (al primo turno un numero di voti maggiore di un terzo degli iscritti al voto).
| Partito                            | Partito                            | Candidato                          | Primo turno 10 marzo 1867 | Primo turno 10 marzo 1867 | Ballottaggio 17 marzo 1867 | Ballottaggio 17 marzo 1867 |
| Partito                            | Partito                            | Candidato                          | Voti                      | %                         | Voti                       | %                          |
| ---------------------------------- | ---------------------------------- | ---------------------------------- | ------------------------- | ------------------------- | -------------------------- | -------------------------- |
|                                    | —                                  | Angelo Ferri                       | 429                       | 65,70                     | 507                        | 62,44                      |
|                                    | —                                  | Edoardo De Montel                  | 224                       | 34,30                     | 305                        | 37,56                      |
|                                    |                                    |                                    |                           |                           |                            |                            |
| Iscritti                           | Iscritti                           | Iscritti                           | 1 614                     | 100,00                    | 1 614                      | 100,00                     |
| ↳ Votanti (% su iscritti)          | ↳ Votanti (% su iscritti)          | ↳ Votanti (% su iscritti)          | 726                       | 44,98                     | 828                        | 51,30                      |
| ↳ Voti validi (% su votanti)       | ↳ Voti validi (% su votanti)       | ↳ Voti validi (% su votanti)       | 653                       | 89,94                     | 812                        | 98,07                      |
| ↳ Schede non valide (% su votanti) | ↳ Schede non valide (% su votanti) | ↳ Schede non valide (% su votanti) | 73                        | 10,06                     | 16                         | 1,93                       |
| ↳ Astenuti (% su iscritti)         | ↳ Astenuti (% su iscritti)         | ↳ Astenuti (% su iscritti)         | 888                       | 55,02                     | 786                        | 48,70                      |

### XI legislatura
Le votazioni si svolsero in 508 collegi uninominali a doppio turno con la normativa del 1860 (al primo turno un numero di voti maggiore di un terzo degli iscritti al voto).
| Partito                            | Partito                            | Candidato                          | Primo turno 20 novembre 1870 | Primo turno 20 novembre 1870 | Ballottaggio 27 novembre 1870 | Ballottaggio 27 novembre 1870 |
| Partito                            | Partito                            | Candidato                          | Voti                         | %                            | Voti                          | %                             |
| ---------------------------------- | ---------------------------------- | ---------------------------------- | ---------------------------- | ---------------------------- | ----------------------------- | ----------------------------- |
|                                    | —                                  | Giovanni Morandini                 | 149                          | 36,34                        | 322                           | 61,69                         |
|                                    | —                                  | Domenico Corsi                     | 80                           | 19,51                        | 200                           | 38,31                         |
|                                    | —                                  | Angelo Ferri                       | 65                           | 15,85                        |                               |                               |
|                                    | —                                  | Narciso Pelosini                   | 64                           | 15,61                        |                               |                               |
|                                    | —                                  | Ferdinando Pierazzi                | 52                           | 12,68                        |                               |                               |
|                                    |                                    |                                    |                              |                              |                               |                               |
| Iscritti                           | Iscritti                           | Iscritti                           | 1 725                        | 100,00                       | 1 725                         | 100,00                        |
| ↳ Votanti (% su iscritti)          | ↳ Votanti (% su iscritti)          | ↳ Votanti (% su iscritti)          | 551                          | 31,94                        | 526                           | 30,49                         |
| ↳ Voti validi (% su votanti)       | ↳ Voti validi (% su votanti)       | ↳ Voti validi (% su votanti)       | 410                          | 74,41                        | 522                           | 99,24                         |
| ↳ Schede non valide (% su votanti) | ↳ Schede non valide (% su votanti) | ↳ Schede non valide (% su votanti) | 141                          | 25,59                        | 4                             | 0,76                          |
| ↳ Astenuti (% su iscritti)         | ↳ Astenuti (% su iscritti)         | ↳ Astenuti (% su iscritti)         | 1 174                        | 68,06                        | 1 199                         | 69,51                         |

| Partito                            | Partito                                                                      | Candidato                          | Primo turno 11 febbraio 1872 | Primo turno 11 febbraio 1872 | Ballottaggio 18 febbraio 1872 | Ballottaggio 18 febbraio 1872 |
| Partito                            | Partito                                                                      | Candidato                          | Voti                         | %                            | Voti                          | %                             |
| ---------------------------------- | ---------------------------------------------------------------------------- | ---------------------------------- | ---------------------------- | ---------------------------- | ----------------------------- | ----------------------------- |
|                                    | —                                                                            | Lorenzo Nelli                      | 220                          | 31,56                        | 503                           | 55,95                         |
|                                    | —                                                                            | Giuseppe Anselmi                   | 254                          | 36,44                        | 396                           | 44,05                         |
|                                    | —                                                                            | Domenico Corsi                     | 112                          | 16,07                        |                               |                               |
|                                    | —                                                                            | Francesco Domenico Guerrazzi       | 111                          | 15,93                        |                               |                               |
|                                    |                                                                              |                                    |                              |                              |                               |                               |
| Iscritti                           | Iscritti                                                                     | Iscritti                           | 1 603                        | 100,00                       | 1 603                         | 100,00                        |
| ↳ Votanti (% su iscritti)          | ↳ Votanti (% su iscritti)                                                    | ↳ Votanti (% su iscritti)          | 753                          | 46,97                        | 909                           | 56,71                         |
| ↳ Voti validi (% su votanti)       | ↳ Voti validi (% su votanti)                                                 | ↳ Voti validi (% su votanti)       | 697                          | 92,56                        | 899                           | 98,90                         |
| ↳ Schede non valide (% su votanti) | ↳ Schede non valide (% su votanti)                                           | ↳ Schede non valide (% su votanti) | 56                           | 7,44                         | 10                            | 1,10                          |
| ↳ Astenuti (% su iscritti)         | ↳ Astenuti (% su iscritti)                                                   | ↳ Astenuti (% su iscritti)         | 850                          | 53,03                        | 694                           | 43,29                         |
|                                    |                                                                              |                                    |                              |                              |                               |                               |
|                                    | Lorenzo Nelli è eletto in sostituzione di Giovanni Morandini, dimissionario. |                                    |                              |                              |                               |                               |

### XII legislatura
Le votazioni si svolsero in 508 collegi uninominali a doppio turno con la normativa del 1860 (al primo turno un numero di voti maggiore di un terzo degli iscritti al voto).
| Partito                            | Partito                            | Candidato                          | Risultati 8 novembre 1874 | Risultati 8 novembre 1874 |
| Partito                            | Partito                            | Candidato                          | Voti                      | %                         |
| ---------------------------------- | ---------------------------------- | ---------------------------------- | ------------------------- | ------------------------- |
|                                    | —                                  | Lorenzo Nelli                      | 667                       | 61,14                     |
|                                    | —                                  | Giuseppe Anselmi                   | 424                       | 38,86                     |
|                                    |                                    |                                    |                           |                           |
| Iscritti                           | Iscritti                           | Iscritti                           | 1 852                     | 100,00                    |
| ↳ Votanti (% su iscritti)          | ↳ Votanti (% su iscritti)          | ↳ Votanti (% su iscritti)          | 1 112                     | 60,04                     |
| ↳ Voti validi (% su votanti)       | ↳ Voti validi (% su votanti)       | ↳ Voti validi (% su votanti)       | 1 091                     | 98,11                     |
| ↳ Schede non valide (% su votanti) | ↳ Schede non valide (% su votanti) | ↳ Schede non valide (% su votanti) | 21                        | 1,89                      |
| ↳ Astenuti (% su iscritti)         | ↳ Astenuti (% su iscritti)         | ↳ Astenuti (% su iscritti)         | 740                       | 39,96                     |

### XIII legislatura
Le votazioni si svolsero in 508 collegi uninominali a doppio turno con la normativa del 1860 (al primo turno un numero di voti maggiore di un terzo degli iscritti al voto).
| Partito                            | Partito                            | Candidato                          | Risultati 5 novembre 1876 | Risultati 5 novembre 1876 |
| Partito                            | Partito                            | Candidato                          | Voti                      | %                         |
| ---------------------------------- | ---------------------------------- | ---------------------------------- | ------------------------- | ------------------------- |
|                                    | —                                  | Lorenzo Nelli                      | 768                       | 99,35                     |
|                                    | —                                  | Giuseppe Anselmi                   | 5                         | 0,65                      |
|                                    |                                    |                                    |                           |                           |
| Iscritti                           | Iscritti                           | Iscritti                           | 1 860                     | 100,00                    |
| ↳ Votanti (% su iscritti)          | ↳ Votanti (% su iscritti)          | ↳ Votanti (% su iscritti)          | 796                       | 42,80                     |
| ↳ Voti validi (% su votanti)       | ↳ Voti validi (% su votanti)       | ↳ Voti validi (% su votanti)       | 773                       | 97,11                     |
| ↳ Schede non valide (% su votanti) | ↳ Schede non valide (% su votanti) | ↳ Schede non valide (% su votanti) | 23                        | 2,89                      |
| ↳ Astenuti (% su iscritti)         | ↳ Astenuti (% su iscritti)         | ↳ Astenuti (% su iscritti)         | 1 064                     | 57,20                     |

| Partito                            | Partito                                                                                | Candidato                          | Primo turno 28 aprile 1878 | Primo turno 28 aprile 1878 | Ballottaggio 5 maggio 1878 | Ballottaggio 5 maggio 1878 |
| Partito                            | Partito                                                                                | Candidato                          | Voti                       | %                          | Voti                       | %                          |
| ---------------------------------- | -------------------------------------------------------------------------------------- | ---------------------------------- | -------------------------- | -------------------------- | -------------------------- | -------------------------- |
|                                    | —                                                                                      | Telemaco Ferrini                   | 401                        | 55,93                      | 557                        | 55,59                      |
|                                    | —                                                                                      | Luigi Castellazzo                  | 191                        | 26,64                      | 445                        | 44,41                      |
|                                    | —                                                                                      | Giovanni Morandini                 | 125                        | 17,43                      |                            |                            |
|                                    |                                                                                        |                                    |                            |                            |                            |                            |
| Iscritti                           | Iscritti                                                                               | Iscritti                           | 1 901                      | 100,00                     | 1 901                      | 100,00                     |
| ↳ Votanti (% su iscritti)          | ↳ Votanti (% su iscritti)                                                              | ↳ Votanti (% su iscritti)          | 770                        | 40,50                      | 1 013                      | 53,29                      |
| ↳ Voti validi (% su votanti)       | ↳ Voti validi (% su votanti)                                                           | ↳ Voti validi (% su votanti)       | 717                        | 93,12                      | 1 002                      | 98,91                      |
| ↳ Schede non valide (% su votanti) | ↳ Schede non valide (% su votanti)                                                     | ↳ Schede non valide (% su votanti) | 53                         | 6,88                       | 11                         | 1,09                       |
| ↳ Astenuti (% su iscritti)         | ↳ Astenuti (% su iscritti)                                                             | ↳ Astenuti (% su iscritti)         | 1 131                      | 59,50                      | 888                        | 46,71                      |
|                                    |                                                                                        |                                    |                            |                            |                            |                            |
|                                    | Telemaco Ferrini è eletto in sostituzione di Lorenzo Nelli, deceduto il 5 aprile 1878. |                                    |                            |                            |                            |                            |

### XIV legislatura
Le votazioni si svolsero in 508 collegi uninominali a doppio turno con la normativa del 1860 (al primo turno un numero di voti maggiore di un terzo degli iscritti al voto).
| Partito                            | Partito                            | Candidato                          | Primo turno 16 maggio 1880 | Primo turno 16 maggio 1880 | Ballottaggio 23 maggio 1880 | Ballottaggio 23 maggio 1880 |
| Partito                            | Partito                            | Candidato                          | Voti                       | %                          | Voti                        | %                           |
| ---------------------------------- | ---------------------------------- | ---------------------------------- | -------------------------- | -------------------------- | --------------------------- | --------------------------- |
|                                    | —                                  | Telemaco Ferrini                   | 532                        | 68,21                      | 745                         | 96,50                       |
|                                    | —                                  | Rodolfo Manganaro                  | 248                        | 31,79                      | 27                          | 3,50                        |
|                                    |                                    |                                    |                            |                            |                             |                             |
| Iscritti                           | Iscritti                           | Iscritti                           | 1 910                      | 100,00                     | 1 910                       | 100,00                      |
| ↳ Votanti (% su iscritti)          | ↳ Votanti (% su iscritti)          | ↳ Votanti (% su iscritti)          | 851                        | 44,55                      | 797                         | 41,73                       |
| ↳ Voti validi (% su votanti)       | ↳ Voti validi (% su votanti)       | ↳ Voti validi (% su votanti)       | 780                        | 91,66                      | 772                         | 96,86                       |
| ↳ Schede non valide (% su votanti) | ↳ Schede non valide (% su votanti) | ↳ Schede non valide (% su votanti) | 71                         | 8,34                       | 25                          | 3,14                        |
| ↳ Astenuti (% su iscritti)         | ↳ Astenuti (% su iscritti)         | ↳ Astenuti (% su iscritti)         | 1 059                      | 55,45                      | 1 113                       | 58,27                       |

### XV legislatura
Le votazioni si svolsero in 135 collegi plurinominali a doppio turno. Come previsto dalla legge elettorale politica del 24 settembre 1882, erano eletti al primo turno i candidati che «hanno ottenuto il maggior numero di voti, purché questo numero oltrepassi l'ottavo del numero degli elettori iscritti» (art. 74) secondo il numero di deputati previsto per il collegio; se il numero di eletti era inferiore al numero di deputati, il ballottaggio era tra i non eletti (in numero doppio rispetto ai deputati ancora da eleggere) che avevano il maggior numero di voti (art. 75) ed era eletto chi otteneva il maggior numero di voti nella seconda votazione (art. 77) oppure, in caso di ugual numero di voti, il maggiore d'età (art. 78).
| Partito                    | Partito                    | Candidato                  | Risultati 29 ottobre 1882 | Risultati 29 ottobre 1882 |
| Partito                    | Partito                    | Candidato                  | Voti                      | %                         |
| -------------------------- | -------------------------- | -------------------------- | ------------------------- | ------------------------- |
|                            | —                          | Isidoro Maggi              | 2 269                     | 43,74                     |
|                            | —                          | Telemaco Ferrini           | 1 441                     | 27,78                     |
|                            | —                          | Luigi Castellazzo          | 1 309                     | 25,24                     |
|                            | —                          | Giovanni Morandini         | 1 282                     | 24,72                     |
|                            | —                          | Angelo Valle               | 933                       | 17,99                     |
|                            | —                          | Antonio De Witt            | 926                       | 17,85                     |
|                            | —                          | Giovanni Cecconi           | 114                       | 2,20                      |
|                            |                            |                            |                           |                           |
| Iscritti                   | Iscritti                   | Iscritti                   | 7 208                     | 100,00                    |
| ↳ Votanti (% su iscritti)  | ↳ Votanti (% su iscritti)  | ↳ Votanti (% su iscritti)  | 5 187                     | 71,96                     |
| ↳ Astenuti (% su iscritti) | ↳ Astenuti (% su iscritti) | ↳ Astenuti (% su iscritti) | 2 021                     | 28,04                     |

| Partito                                                                                 | Partito                    | Candidato                  | Risultati 21 settembre 1884 | Risultati 21 settembre 1884 |
| Partito                                                                                 | Partito                    | Candidato                  | Voti                        | %                           |
| --------------------------------------------------------------------------------------- | -------------------------- | -------------------------- | --------------------------- | --------------------------- |
|                                                                                         | —                          | Luigi Castellazzo          | 1 954                       | 29,68                       |
|                                                                                         | —                          | Angelo Valle               | 1 704                       | 25,88                       |
|                                                                                         | —                          | Ippolito Andreini          | 1 188                       | 18,04                       |
|                                                                                         | —                          | Giacomo Barabino           | 1 015                       | 15,42                       |
|                                                                                         | —                          | Giuseppe Valentini         | 559                         | 8,49                        |
|                                                                                         |                            |                            |                             |                             |
| Iscritti                                                                                | Iscritti                   | Iscritti                   | 8 776                       | 100,00                      |
| ↳ Votanti (% su iscritti)                                                               | ↳ Votanti (% su iscritti)  | ↳ Votanti (% su iscritti)  | 6 584                       | 75,02                       |
| ↳ Astenuti (% su iscritti)                                                              | ↳ Astenuti (% su iscritti) | ↳ Astenuti (% su iscritti) | 2 192                       | 24,98                       |
|                                                                                         |                            |                            |                             |                             |
| Luigi Castellazzo è eletto in sostituzione di Isidoro Maggi, deceduto l'11 agosto 1884. |                            |                            |                             |                             |

| Partito                                                                                      | Partito                    | Candidato                  | Risultati 28 dicembre 1884 | Risultati 28 dicembre 1884 |
| Partito                                                                                      | Partito                    | Candidato                  | Voti                       | %                          |
| -------------------------------------------------------------------------------------------- | -------------------------- | -------------------------- | -------------------------- | -------------------------- |
|                                                                                              | —                          | Carlo Alberto Racchia      | 3 666                      | 58,15                      |
|                                                                                              | —                          | Antonio De Witt            | 2 482                      | 39,37                      |
|                                                                                              |                            |                            |                            |                            |
| Iscritti                                                                                     | Iscritti                   | Iscritti                   | 8 510                      | 100,00                     |
| ↳ Votanti (% su iscritti)                                                                    | ↳ Votanti (% su iscritti)  | ↳ Votanti (% su iscritti)  | 6 304                      | 74,08                      |
| ↳ Astenuti (% su iscritti)                                                                   | ↳ Astenuti (% su iscritti) | ↳ Astenuti (% su iscritti) | 2 206                      | 25,92                      |
|                                                                                              |                            |                            |                            |                            |
| Carlo A. Racchia è eletto in sostituzione di Telemaco Ferrini, dimissionario il 27 novembre. |                            |                            |                            |                            |

### XVI legislatura
Le votazioni si svolsero in 135 collegi plurinominali a doppio turno con la normativa del 1882 (al primo turno un numero di voti maggiore di un ottavo degli iscritti al voto).
| Partito                    | Partito                    | Candidato                  | Risultati 23 maggio 1886 | Risultati 23 maggio 1886 |
| Partito                    | Partito                    | Candidato                  | Voti                     | %                        |
| -------------------------- | -------------------------- | -------------------------- | ------------------------ | ------------------------ |
|                            | —                          | Carlo Alberto Racchia      | 3 915                    | 56,08                    |
|                            | —                          | Angelo Valle               | 3 595                    | 51,50                    |
|                            | —                          | Luigi Castellazzo          | 2 848                    | 40,80                    |
|                            | —                          | Sebastiano Rosselli        | 1 948                    | 27,90                    |
|                            | —                          | Giuseppe Valentini         | 684                      | 9,80                     |
|                            |                            |                            |                          |                          |
| Iscritti                   | Iscritti                   | Iscritti                   | 9 116                    | 100,00                   |
| ↳ Votanti (% su iscritti)  | ↳ Votanti (% su iscritti)  | ↳ Votanti (% su iscritti)  | 6 981                    | 76,58                    |
| ↳ Astenuti (% su iscritti) | ↳ Astenuti (% su iscritti) | ↳ Astenuti (% su iscritti) | 2 135                    | 23,42                    |

| Partito                                                                   | Partito                    | Candidato                  | Risultati 27 novembre 1887 | Risultati 27 novembre 1887 |
| Partito                                                                   | Partito                    | Candidato                  | Voti                       | %                          |
| ------------------------------------------------------------------------- | -------------------------- | -------------------------- | -------------------------- | -------------------------- |
|                                                                           | —                          | Carlo Alberto Racchia      | 3 498                      | 72,54                      |
|                                                                           | —                          | Carlo Dotto de' Dauli      | 1 075                      | 22,29                      |
|                                                                           |                            |                            |                            |                            |
| Iscritti                                                                  | Iscritti                   | Iscritti                   | 9 559                      | 100,00                     |
| ↳ Votanti (% su iscritti)                                                 | ↳ Votanti (% su iscritti)  | ↳ Votanti (% su iscritti)  | 4 822                      | 50,44                      |
| ↳ Astenuti (% su iscritti)                                                | ↳ Astenuti (% su iscritti) | ↳ Astenuti (% su iscritti) | 4 737                      | 49,56                      |
|                                                                           |                            |                            |                            |                            |
| Racchia rieletto dopo la promozione a vice-ammiraglio del 26 agosto 1887. |                            |                            |                            |                            |

### XVII legislatura
Le votazioni si svolsero in 135 collegi plurinominali a doppio turno con la normativa del 1882 (al primo turno un numero di voti maggiore di un ottavo degli iscritti al voto).
| Partito                                                                  | Partito                    | Candidato                  | Risultati 23 novembre 1890 | Risultati 23 novembre 1890 |
| Partito                                                                  | Partito                    | Candidato                  | Voti                       | %                          |
| ------------------------------------------------------------------------ | -------------------------- | -------------------------- | -------------------------- | -------------------------- |
|                                                                          | —                          | Angelo Valle               | 3 817                      | 56,87                      |
|                                                                          | —                          | Carlo Alberto Racchia      | 3 582                      | 53,37                      |
|                                                                          | —                          | Ettore Socci               | 2 791                      | 41,58                      |
|                                                                          | —                          | Carlo Dotto de' Dauli      | 2 496                      | 37,19                      |
|                                                                          |                            |                            |                            |                            |
| Iscritti                                                                 | Iscritti                   | Iscritti                   | 10 326                     | 100,00                     |
| ↳ Votanti (% su iscritti)                                                | ↳ Votanti (% su iscritti)  | ↳ Votanti (% su iscritti)  | 6 712                      | 65,00                      |
| ↳ Astenuti (% su iscritti)                                               | ↳ Astenuti (% su iscritti) | ↳ Astenuti (% su iscritti) | 3 614                      | 35,00                      |
|                                                                          |                            |                            |                            |                            |
| L'elezione di Carlo A. Racchia è annullata dalla Camera il 5 marzo 1891. |                            |                            |                            |                            |

| Partito                                                      | Partito                    | Candidato                  | Risultati 5 aprile 1891 | Risultati 5 aprile 1891 |
| Partito                                                      | Partito                    | Candidato                  | Voti                    | %                       |
| ------------------------------------------------------------ | -------------------------- | -------------------------- | ----------------------- | ----------------------- |
|                                                              | —                          | Enrico Accinni             | 3 732                   | 51,64                   |
|                                                              | —                          | Ettore Socci               | 3 307                   | 45,76                   |
|                                                              |                            |                            |                         |                         |
| Iscritti                                                     | Iscritti                   | Iscritti                   | 10 326                  | 100,00                  |
| ↳ Votanti (% su iscritti)                                    | ↳ Votanti (% su iscritti)  | ↳ Votanti (% su iscritti)  | 7 227                   | 69,99                   |
| ↳ Astenuti (% su iscritti)                                   | ↳ Astenuti (% su iscritti) | ↳ Astenuti (% su iscritti) | 3 099                   | 30,01                   |
|                                                              |                            |                            |                         |                         |
| Enrico Accinni è eletto in sostituzione di Carlo A. Racchia. |                            |                            |                         |                         |

### XVIII legislatura
Le votazioni si svolsero in 508 collegi uninominali a doppio turno. Come previsto dalla legge elettorale politica del 28 giugno 1892, era eletto al primo turno il candidato che «ha ottenuto un numero di voti maggiore del sesto del numero totale degli elettori iscritti nella lista del collegio e più della metà dei suffragi dati dai votanti» escludendo le schede nulle (art. 74). Se nessun candidato era eletto, al ballottaggio tra i due candidati con più voti (art. 75) era eletto chi otteneva il maggior numero di voti oppure, in caso di ugual numero di voti, il maggiore d'età (art. 77).
| Partito                            | Partito                            | Candidato                          | Risultati 6 novembre 1892 | Risultati 6 novembre 1892 |
| Partito                            | Partito                            | Candidato                          | Voti                      | %                         |
| ---------------------------------- | ---------------------------------- | ---------------------------------- | ------------------------- | ------------------------- |
|                                    | —                                  | Ettore Socci                       | 2 033                     | 56,35                     |
|                                    | —                                  | Giovanni Battista Serpieri         | 1 575                     | 43,65                     |
|                                    |                                    |                                    |                           |                           |
| Iscritti                           | Iscritti                           | Iscritti                           | 5 658                     | 100,00                    |
| ↳ Votanti (% su iscritti)          | ↳ Votanti (% su iscritti)          | ↳ Votanti (% su iscritti)          | 3 722                     | 65,78                     |
| ↳ Voti validi (% su votanti)       | ↳ Voti validi (% su votanti)       | ↳ Voti validi (% su votanti)       | 3 608                     | 96,94                     |
| ↳ Schede non valide (% su votanti) | ↳ Schede non valide (% su votanti) | ↳ Schede non valide (% su votanti) | 114                       | 3,06                      |
| ↳ Astenuti (% su iscritti)         | ↳ Astenuti (% su iscritti)         | ↳ Astenuti (% su iscritti)         | 1 936                     | 34,22                     |

### XIX legislatura
Le votazioni si svolsero in 508 collegi uninominali a doppio turno con la normativa del 1892 (al primo turno un numero di voti maggiore di un sesto degli iscritti al voto).
| Partito                            | Partito                            | Candidato                          | Risultati 26 maggio 1895 | Risultati 26 maggio 1895 |
| Partito                            | Partito                            | Candidato                          | Voti                     | %                        |
| ---------------------------------- | ---------------------------------- | ---------------------------------- | ------------------------ | ------------------------ |
|                                    | —                                  | Ettore Socci                       | 2 165                    | 56,31                    |
|                                    | —                                  | Elia Modigliani                    | 1 680                    | 43,69                    |
|                                    |                                    |                                    |                          |                          |
| Iscritti                           | Iscritti                           | Iscritti                           | 5 294                    | 100,00                   |
| ↳ Votanti (% su iscritti)          | ↳ Votanti (% su iscritti)          | ↳ Votanti (% su iscritti)          | 3 959                    | 74,78                    |
| ↳ Voti validi (% su votanti)       | ↳ Voti validi (% su votanti)       | ↳ Voti validi (% su votanti)       | 3 845                    | 97,12                    |
| ↳ Schede non valide (% su votanti) | ↳ Schede non valide (% su votanti) | ↳ Schede non valide (% su votanti) | 114                      | 2,88                     |
| ↳ Astenuti (% su iscritti)         | ↳ Astenuti (% su iscritti)         | ↳ Astenuti (% su iscritti)         | 1 335                    | 25,22                    |

### XX legislatura
Le votazioni si svolsero in 508 collegi uninominali a doppio turno con la normativa del 1892 (al primo turno un numero di voti maggiore di un sesto degli iscritti al voto).
| Partito                            | Partito                            | Candidato                          | Risultati 21 marzo 1897 | Risultati 21 marzo 1897 |
| Partito                            | Partito                            | Candidato                          | Voti                    | %                       |
| ---------------------------------- | ---------------------------------- | ---------------------------------- | ----------------------- | ----------------------- |
|                                    | —                                  | Ettore Socci                       | 1 970                   | 55,56                   |
|                                    | —                                  | Vittorio Valeri                    | 1 331                   | 37,54                   |
|                                    | —                                  | Andrea Costa                       | 245                     | 6,91                    |
|                                    |                                    |                                    |                         |                         |
| Iscritti                           | Iscritti                           | Iscritti                           | 5 123                   | 100,00                  |
| ↳ Votanti (% su iscritti)          | ↳ Votanti (% su iscritti)          | ↳ Votanti (% su iscritti)          | 3 654                   | 71,33                   |
| ↳ Voti validi (% su votanti)       | ↳ Voti validi (% su votanti)       | ↳ Voti validi (% su votanti)       | 3 546                   | 97,04                   |
| ↳ Schede non valide (% su votanti) | ↳ Schede non valide (% su votanti) | ↳ Schede non valide (% su votanti) | 108                     | 2,96                    |
| ↳ Astenuti (% su iscritti)         | ↳ Astenuti (% su iscritti)         | ↳ Astenuti (% su iscritti)         | 1 469                   | 28,67                   |

### XXI legislatura
Le votazioni si svolsero in 508 collegi uninominali a doppio turno con la normativa del 1892 (al primo turno un numero di voti maggiore di un sesto degli iscritti al voto).
| Partito                            | Partito                            | Candidato                          | Risultati 3 giugno 1900 | Risultati 3 giugno 1900 |
| Partito                            | Partito                            | Candidato                          | Voti                    | %                       |
| ---------------------------------- | ---------------------------------- | ---------------------------------- | ----------------------- | ----------------------- |
|                                    | —                                  | Ettore Socci                       | 2 589                   | 96,68                   |
|                                    | —                                  | Giovanni Galeazzo Frigerio         | 89                      | 3,32                    |
|                                    |                                    |                                    |                         |                         |
| Iscritti                           | Iscritti                           | Iscritti                           | 5 400                   | 100,00                  |
| ↳ Votanti (% su iscritti)          | ↳ Votanti (% su iscritti)          | ↳ Votanti (% su iscritti)          | 2 834                   | 52,48                   |
| ↳ Voti validi (% su votanti)       | ↳ Voti validi (% su votanti)       | ↳ Voti validi (% su votanti)       | 2 678                   | 94,50                   |
| ↳ Schede non valide (% su votanti) | ↳ Schede non valide (% su votanti) | ↳ Schede non valide (% su votanti) | 156                     | 5,50                    |
| ↳ Astenuti (% su iscritti)         | ↳ Astenuti (% su iscritti)         | ↳ Astenuti (% su iscritti)         | 2 566                   | 47,52                   |

### XXII legislatura
Le votazioni si svolsero in 508 collegi uninominali a doppio turno con la normativa del 1892 (al primo turno un numero di voti maggiore di un sesto degli iscritti al voto).
| Partito                            | Partito                            | Candidato                          | Risultati 6 novembre 1904 | Risultati 6 novembre 1904 |
| Partito                            | Partito                            | Candidato                          | Voti                      | %                         |
| ---------------------------------- | ---------------------------------- | ---------------------------------- | ------------------------- | ------------------------- |
|                                    | —                                  | Ettore Socci                       | 2 641                     | 69,39                     |
|                                    | —                                  | Romolo Sabbatini                   | 1 165                     | 30,61                     |
|                                    |                                    |                                    |                           |                           |
| Iscritti                           | Iscritti                           | Iscritti                           | 6 141                     | 100,00                    |
| ↳ Votanti (% su iscritti)          | ↳ Votanti (% su iscritti)          | ↳ Votanti (% su iscritti)          | 3 891                     | 63,36                     |
| ↳ Voti validi (% su votanti)       | ↳ Voti validi (% su votanti)       | ↳ Voti validi (% su votanti)       | 3 806                     | 97,82                     |
| ↳ Schede non valide (% su votanti) | ↳ Schede non valide (% su votanti) | ↳ Schede non valide (% su votanti) | 85                        | 2,18                      |
| ↳ Astenuti (% su iscritti)         | ↳ Astenuti (% su iscritti)         | ↳ Astenuti (% su iscritti)         | 2 250                     | 36,64                     |

| Partito                            | Partito                                                                          | Candidato                          | Primo turno 27 agosto 1905 | Primo turno 27 agosto 1905 | Ballottaggio 3 settembre 1905 | Ballottaggio 3 settembre 1905 |
| Partito                            | Partito                                                                          | Candidato                          | Voti                       | %                          | Voti                          | %                             |
| ---------------------------------- | -------------------------------------------------------------------------------- | ---------------------------------- | -------------------------- | -------------------------- | ----------------------------- | ----------------------------- |
|                                    | —                                                                                | Pio Viazzi                         | 1 733                      | 37,32                      | 2 756                         | 57,85                         |
|                                    | —                                                                                | Angelo Banti                       | 1 707                      | 36,76                      | 2 008                         | 42,15                         |
|                                    | —                                                                                | Savino Varazzani                   | 1 204                      | 25,93                      |                               |                               |
|                                    |                                                                                  |                                    |                            |                            |                               |                               |
| Iscritti                           | Iscritti                                                                         | Iscritti                           | 6 341                      | 100,00                     | 6 341                         | 100,00                        |
| ↳ Votanti (% su iscritti)          | ↳ Votanti (% su iscritti)                                                        | ↳ Votanti (% su iscritti)          | 4 848                      | 76,45                      | 4 874                         | 76,86                         |
| ↳ Voti validi (% su votanti)       | ↳ Voti validi (% su votanti)                                                     | ↳ Voti validi (% su votanti)       | 4 644                      | 95,79                      | 4 764                         | 97,74                         |
| ↳ Schede non valide (% su votanti) | ↳ Schede non valide (% su votanti)                                               | ↳ Schede non valide (% su votanti) | 204                        | 4,21                       | 110                           | 2,26                          |
| ↳ Astenuti (% su iscritti)         | ↳ Astenuti (% su iscritti)                                                       | ↳ Astenuti (% su iscritti)         | 1 493                      | 23,55                      | 1 467                         | 23,14                         |
|                                    |                                                                                  |                                    |                            |                            |                               |                               |
|                                    | Pio Viazzi è eletto in sostituzione di Ettore Socci, deceduto il 18 luglio 1905. |                                    |                            |                            |                               |                               |

### XXIII legislatura
Le votazioni si svolsero in 508 collegi uninominali a doppio turno con la normativa del 1892 (al primo turno un numero di voti maggiore di un sesto degli iscritti al voto).
| Partito                            | Partito                            | Candidato                          | Primo turno 7 marzo 1909 | Primo turno 7 marzo 1909 | Ballottaggio 14 marzo 1909 | Ballottaggio 14 marzo 1909 |
| Partito                            | Partito                            | Candidato                          | Voti                     | %                        | Voti                       | %                          |
| ---------------------------------- | ---------------------------------- | ---------------------------------- | ------------------------ | ------------------------ | -------------------------- | -------------------------- |
|                                    | —                                  | Pio Viazzi                         | 1 973                    | 42,66                    | 2 928                      | 92,28                      |
|                                    | —                                  | Angelo Banti                       | 1 504                    | 32,52                    | 245                        | 7,72                       |
|                                    | —                                  | Giovanni Merloni                   | 1 148                    | 24,82                    |                            |                            |
|                                    |                                    |                                    |                          |                          |                            |                            |
| Iscritti                           | Iscritti                           | Iscritti                           | 7 176                    | 100,00                   | 716                        | 100,00                     |
| ↳ Votanti (% su iscritti)          | ↳ Votanti (% su iscritti)          | ↳ Votanti (% su iscritti)          | 4 808                    | 67,00                    | 3 401                      | 475,00                     |
| ↳ Voti validi (% su votanti)       | ↳ Voti validi (% su votanti)       | ↳ Voti validi (% su votanti)       | 4 625                    | 96,19                    | 3 173                      | 93,30                      |
| ↳ Schede non valide (% su votanti) | ↳ Schede non valide (% su votanti) | ↳ Schede non valide (% su votanti) | 183                      | 3,81                     | 228                        | 6,70                       |
| ↳ Astenuti (% su iscritti)         | ↳ Astenuti (% su iscritti)         | ↳ Astenuti (% su iscritti)         | 2 368                    | 33,00                    | -2 685                     | -375,00                    |

### XXIV legislatura
Le votazioni si svolsero negli stessi 508 collegi uninominali già esistenti ma, come previsto dal regio decreto del 26 giugno 1913, era eletto al primo turno il candidato che «ha ottenuto un numero di voti maggiore del decimo del numero totale degli elettori del collegio e più della metà dei suffragi dati dai votanti» escludendo le schede nulle (art. 91). Se nessun candidato era eletto, al ballottaggio tra i due candidati con più voti (art. 92) era eletto chi otteneva il maggior numero di voti oppure, in caso di ugual numero di voti, il maggiore d'età (art. 93).
| Partito                            | Partito                            | Candidato                          | Primo turno 26 ottobre 1913 | Primo turno 26 ottobre 1913 | Ballottaggio 2 novembre 1913 | Ballottaggio 2 novembre 1913 |
| Partito                            | Partito                            | Candidato                          | Voti                        | %                           | Voti                         | %                            |
| ---------------------------------- | ---------------------------------- | ---------------------------------- | --------------------------- | --------------------------- | ---------------------------- | ---------------------------- |
|                                    | —                                  | Giovanni Merloni                   | 4 885                       | 35,36                       | 7 233                        | 52,94                        |
|                                    | —                                  | Arturo Pallini                     | 4 602                       | 33,31                       | 6 429                        | 47,06                        |
|                                    | —                                  | Pio Viazzi                         | 4 328                       | 31,33                       |                              |                              |
|                                    |                                    |                                    |                             |                             |                              |                              |
| Iscritti                           | Iscritti                           | Iscritti                           | 20 556                      | 100,00                      | 20 556                       | 100,00                       |
| ↳ Votanti (% su iscritti)          | ↳ Votanti (% su iscritti)          | ↳ Votanti (% su iscritti)          | 13 986                      | 68,04                       | 13 773                       | 67,00                        |
| ↳ Voti validi (% su votanti)       | ↳ Voti validi (% su votanti)       | ↳ Voti validi (% su votanti)       | 13 815                      | 98,78                       | 13 662                       | 99,19                        |
| ↳ Schede non valide (% su votanti) | ↳ Schede non valide (% su votanti) | ↳ Schede non valide (% su votanti) | 171                         | 1,22                        | 111                          | 0,81                         |
| ↳ Astenuti (% su iscritti)         | ↳ Astenuti (% su iscritti)         | ↳ Astenuti (% su iscritti)         | 6 570                       | 31,96                       | 6 783                        | 33,00                        |